# شاهگوش
شاهگوش یک مجموعه‌ای نمایشی در ۲۸ قسمت ۶۰ دقیقه‌ای به کارگردانی داوود میرباقری تولید شده در سال ۱۳۹۲ است.
ساخت رسمی این سریال با چهره پردازی عبدالله اسکندری از سوم مرداد ۱۳۹۲ با حضور سید محمد خاتمی رئیس‌جمهور سابق ایران آغاز شد.
اسپین آف سریال شاهگوش با نام سال‌های دور از خانه به کارگردانی مجید صالحی در سال ۱۳۹۸ ساخته شده‌است.

## خلاصه داستان
کله‌پزی که عشقش به استقلال را با هیچ چیز دیگر جایگزین نمی‌کند دختری دارد که خواستگاری پرسپولیسی دارد و همین تعلق رنگی است که با مخالفت پدر روبرو می‌شود. در ادامه یک تصادف منجر به فوت کله‌پز و بازگشایی پرونده یک قتل می‌شود؛ کله‌پز داستان حین عبور از عرض خیابان با پژوی سبزرنگی تصادف کرده و در پی این تصادف می‌میرد! تنها شاهد اتفاق مردی است تک‌چشم که فقط رنگ و نوع ماشین را تشخیص داده‌است. این چنین است که داستان وارد فاز کلانتری می‌شود. افسر پرونده و چند تن از مأمورین کلانتری به دنبال قاتل می‌گردند و در طی این پیگیری اشخاص سرشناس و مهم مظنون این قتل می‌شوند. تا اینکه …

## جوایز

### چهاردهمین دوره جشن حافظ
| قسمت                       | نامزد                         | نتیجه    | جایزه      |
| -------------------------- | ----------------------------- | -------- | ---------- |
| بهترین مجموعه تلویزیونی    | مهران برومند و سید محمد امامی | برنده    | تندیس حافظ |
| بهترین کارگردانی تلویزیونی | داوود میرباقری                | نامزدشده |            |
| بهترین فیلمنامه تلویزیونی  | آزاده محسنی و الهه میرباقری   | نامزدشده |            |
| بهترین بازیگر مرد کمدی     | محسن تنابنده                  | برنده    | تندیس حافظ |
| بهترین بازیگر مرد کمدی     | حمیدرضا آذرنگ                 | نامزدشده |            |
| بهترین بازیگر زن کمدی      | مرجانه گلچین                  | برنده    | تندیس حافظ |

- یاس زرین بهترین بازیگر مرد برای محسن تنابنده در چهارمین جشنواره بین‌المللی فیلم یاس (۱۳۹۵)[۵]

## بازیگران
| بازیگر           | شخصیت                     | نقش                                                                  |
| ---------------- | ------------------------- | -------------------------------------------------------------------- |
| فرهاد اصلانی     | سرگرد اسد خفته            | رئیس کلانتری ملت                                                     |
| محسن تنابنده     | اسماعیل ذکاوت (شب نما)    | خواننده و دوست امیرعلی (مظنون به قتل رحمان)                          |
| محسن تنابنده     | اسفندیار مجبور            | رئیس شورای حل اختلاف و پدر زهره (مظنون به قتل رحمان)                 |
| محسن تنابنده     | حاجی محسن طلایی           | روحانی، پدر زن عطاالله واعظی (مظنون به قتل رحمان)                    |
| مرجانه گلچین     | گلاب                      | همسر رحمان شجاعت، مادر گندم و میلاد                                  |
| حمیدرضا آذرنگ    | سرگرد احمد سرخی           | معاون کلانتری ملت                                                    |
| احمد مهرانفر     | صولت خنجری (شهرام)        | سرباز و آبدارچی کلانتری                                              |
| شهرام حقیقت دوست | هومن آب‌پرور               | استوار کلانتری                                                       |
| طناز طباطبایی    | گندم شجاعت                | دختر رحمان شجاعت و گلاب                                              |
| حامد میرباقری    | امیرعلی فهامه             | خواستگار و همکلاسی گندم (مظنون به قتل رحمان)                         |
| هادی کاظمی       | امیریل زهره‌خانی           | استوار کلانتری                                                       |
| علیرضا جعفری     | میلاد شجاعت               | پسر رحمان و گلاب، برادر گندم                                         |
| حسین سلیمانی     | حمیدرضا بخشایش            | سرباز کلانتری                                                        |
| اکبر عبدی        | رحمان شجاعت               | مقتول، همسر گلاب، پدر گندم و میلاد                                   |
| سیروس گرجستانی   | زرگنده                    | پیرمرد کیف گم کرده و مزاحم گلاب و خانواده اش                         |
| رسول نجفیان      | یونس فهامه                | پدر امیرعلی                                                          |
| الهام پاوه نژاد  | دکتر زرین زوزنی           | روانشناس، همسر جلیل (مظنون به قتل رحمان)                             |
| امین زندگانی     | عطاالله واعظی             | مجری برنامه یک به علاوه هزار و داماد حاجی طلایی (مظنون به قتل رحمان) |
| هانیه توسلی      | محبوبه دردشتی             | همسر متوفی اسد خفته، مادر پویا                                       |
| مهرداد صدیقیان   | محمد ابراهیم درویشی (ابی) | پسر سردار درویشی (مظنون به قتل رحمان)                                |
| رضا کیانیان      | قاف کاف (قدمعلی کنجانی)   | مربی فوتبال (مظنون به قتل رحمان)                                     |
| رضا رویگری       | مهندس جلیل ساسانپور       | همسر زرین زوزنی (مظنون به قتل رحمان)                                 |
| الهام کردا       | خجسته چمانی               | همسر احتمالی اسد خفته (مظنون به قتل رحمان)                           |
| سحرناز افتاده    | زهره مجبور (لیدا مختار)   | دختر اسفندیار مجبور (مظنون به قتل رحمان)                             |
| محسن سلیمانی     | میثم مقصودی               | سرباز کلانتری                                                        |
| ابراهیم‌ آبادی    | احد خفته                  | پدر اسد                                                              |
| فریده سپاه منصور | عزیز                      | مادر اسد                                                             |
| خسرو شهراز       | سردار شمس الدین درویشی    | مافوق اسد خفته                                                       |
| رامونا شاه       | عسکری                     | سروان کلانتری                                                        |
| شبنم فرشادجو     | قراول                     | سروان کلانتری                                                        |
| پوریا میاندهی    | حبیب پنجدری               | سروان کلانتری                                                        |
| طوفان مهردادیان  | دکتر نوید نوسان           | استاد دانشگاه گندم (مظنون به قتل رحمان)                              |
| فریبا جدی‌کار     | دکتر بهجت شعاعی           | رئیس دانشگاه گندم و همسر دکتر نوسان (مظنون به قتل رحمان)             |
| محمود اردلان     | قدرت فاتح                 | پهلوان ایرانی (مظنون به قتل رحمان)                                   |
| حسن تسعیری       | همایون تقی‌زاده (سه تقه)   | مکانیک (مظنون به قتل رحمان)                                          |
| جواد یحیوی       | دکتر عظمت                 | سردبیر نشریه خط پایان                                                |
| اردشیر کاظمی     | آقای ذکاوت                | پدر شب نما                                                           |
| مصطفی طاری       | شمل                       | زندانی                                                               |
| علی فتحعلی       | جمل                       | زندانی                                                               |
| اکبر سلطانعلی    | ابی سوسک                  | زندانی و مزاحم نوامیس                                                |
| کیمیا حسینی      | خورشید شجاعت              | دختر رحمان و گلاب                                                    |
| پارسیا شکوری فرد | امید شجاعت                | پسر رحمان و گلاب                                                     |
| امیرعلی موسوی    | پویا خفته                 | پسر اسد                                                              |
| امیرحسین فتحی    | امیر                      | دوست ابی                                                             |